# Lacs Bleus (kraï du Kamtchatka)
Les lacs Bleus (en russe : Голубые озёра) forment un système de lacs situés dans le kraï du Kamtchatka, en Russie. 
Ces lacs sont situés à proximité les uns des autres à une altitude d'environ, 800 mètres à 21 km de la ville d'Elizovo. Ils ont le statut de parc naturel d'importance régionale. 

## Informations générales
Le groupe ou système se compose de trois lacs situés à différentes altitudes, qui remplissent la dépression naturelle de la moraine primitive et sont reliés entre eux par un petit ruisseau. En s'écoulant du dernier lac, le ruisseau donne naissance à la rivière Polovinka, dont le cours inférieur se poursuit jusqu'à la ville d'Elizovo.
Le nom des lacs vient de ce que lors de la fonte rapide des neiges en juin, une partie de la glace est recouverte d'un miroir d'eau. Il en résulte que la glace prend une couleur bleu vif, voire outremer. Ce phénomène est caractéristique de la majorité des lacs de montagnes et a donné son nom à un autre groupe de lacs, les lacs turquoise.
Les lacs sont entourés de hautes et pittoresques collines, sur les pentes desquelles se situe l'étage nival. L'eau des lacs est donc d'origine neigeuse et se distingue par sa pureté et sa transparence.

## Flore
La flore le long des rives des lacs est représentée par des pins nains de Sibérie et des variétés d'aulnes. Les herbacées qui poussent près des lacs sont typiques de la toundra de montagne et des alpages du Kamtchatka : le rhododendron du Kamtchatka, l'iris, le saxifrage, diverses variétés de laîches; le long des rivières poussent beaucoup de renoncules. Durant la saison chaude, la vallée des lacs se couvre de fleurs décoratives de différentes couleurs, qui fleurissent successivement jusqu'à l'automne. La coloration des lieux devient alors très vive du fait des feuilles rougissantes de la myrtille des marais et des busseroles des Alpes.

## Faune
Du fait de la température très basse de l'eau des lacs (proche de zéro degré), même en été, il n'y a pas de poissons. Sur les rives vit le spermophile arctique, qui creuse des trous parmi les pierres. Il est parfois possible d'apercevoir des ours bruns.

## Tourisme
Les lacs bleus sont, en raison de leur accessibilité, une destination touristique prisée de nombreux touristes. L'itinéraire pour y accéder passe par des endroits pittoresques, par un sentier écologique équipé qui part de la piste de ski montagne gelée, et est d'une longueur de 15 km. Le parcours est réalisable en une journée de marche sans difficulté.

## Faits intéressants
Les lacs sont surnommés respectivement: Véra(foi), Nadejda(espoir), Lioubov(amour) suivant leur altitude inférieure, moyenne et supérieure. 